# Montipora hispida
Montipora hispida är en korallart som först beskrevs av James Dwight Dana 1846.  Montipora hispida ingår i släktet Montipora och familjen Acroporidae. IUCN kategoriserar arten globalt som livskraftig. Inga underarter finns listade i Catalogue of Life.